# محمد مهرابی (کشتی‌گیر)
محمد مهرابی (زادهٔ ۳۰ آذر ۱۳۷۸ در پلدختر) کشتی‌گیر ایرانی در دسته‌های ۴۶ کیلوگرم و ۶۰ کیلوگرم کشتی فرنگی است.

## زندگی‌نامه ورزشی
- مدال برنز (۲۰۱۶) : رقابت‌های کشتی فرنگی نوجوانان قهرمانی جهان در گرجستان[۲][۳][۴][۵][۶][۷][۸][۹][۱۰][۱۱]
- مدال طلا (۲۰۱۶) :مسابقات قهرمانی نوجوانان آسیا در چین تایپه[۱۲][۱۳][۱۴]